# Poronkäristys
|                          |                     |
| Fińskie poronkäristys... | i szwedzkie renskav |

Smażony renifer (fiń. poronkäristys, szw. renskav, nor. finnbiff) – jeden z najbardziej znanych tradycyjnych posiłków w Laponii, zwłaszcza w jej skandynawskiej części. Do jego przygotowania zazwyczaj używany jest stek lub tylne części reniferów. Mięso jest pokrojone na plasterki (łatwiej, jeśli jest mrożone, a nie tylko częściowo rozmrożone), smażone w tłuszczu (tradycyjnie w tłuszczu reniferów, ale masło i olej są bardziej powszechne w dzisiejszych czasach), przyprawione czarnym pieprzem i solą. Na końcu dodaje się trochę wody, śmietanki lub piwa. Danie jest często smażone z kurkami i porami, i podawane z purée ziemniaczanym i przetworami brusznicowymi lub bardziej tradycyjnie, z purée z surowej borówki z cukrem. W Finlandii jest często serwowane z ogórkiem kiszonym, co nie jest powszechne w Szwecji.
Pierwsze zdjęcie z lewej strony pokazuje fińską wersję tej potrawy, drugie – szwedzką.
W 2007 w głosowaniu na fińskie danie narodowe zorganizowanym przez gazetę „Iltalehti” smażony renifer zajął drugie miejsce, otrzymując 15,90% głosów.